# LISCR FC
Der LISCR FC, mit vollständigen Namen Liberian International Shipping & Corporate Registry Football Club, ist ein liberianischer Fußballverein. Beheimatet ist der Verein in der Hauptstadt Monrovia. Aktuell spielt der Klub in der ersten Liga des Landes, der First Division.

## Erfolge
- Liberianischer Meister (4)
  - 2011, 2012, 2017, 2023
- Liberianischer Pokalsieger (6)
  - 2003, 2004, 2017, 2019, 2022, 2023
- Liberianischer Supercup (4)
  - 2004, 2011, 2012, 2017, 2019, 2022, 2023

## Stadion
Der Verein trägt seine Heimspiele im Antoinette Tubman Stadium in Monrovia aus. Das Stadion hat ein Fassungsvermögen von 10.000 Personen. Eigentümer der Sportanlage ist die Liberia Football Association.

## Trainerchronik
Stand: Juni 2022
| Trainer      | Nation | von          | bis |
| ------------ | ------ | ------------ | --- |
| Tapha Manneh | Gambia | 1. Juli 2016 |     |